# Сагинов, Хаир
Хаир Сагинов (каз. Қайыр Сағынұлы; 1915 год — 1982 год) — хлопковод, звеньевой колхоза «Большевик» Куня-Ургенчского района Ташаузской области, Туркменская ССР. Герой Социалистического Труда (1951).

## Биография
Родился в 1915 году на территории современного Кёнёургенчского этрапа Дашогузского велаята Туркменистана.
Окончил местную начальную школу. С 1934 по 1951 года трудился хлопководом в колхозе «Большевик» Куня-Ургенчского района, которым руководил председатель Ашир Какабаев. Возглавлял хлопководческое звено. В 1950 году награждён медалью «За трудовую доблесть».
В 1950 году звено под руководством Хаира Сагинова получило в среднем с каждого гектара по 72,8 центнеров хлопка на площади в 10 гектаров. Указом Президиума Верховного Совета СССР от 30 июля 1950 года удостоен звания Героя Социалистического Труда за «получение высоких урожаев хлопка на поливных землях в 1950 году» с вручением ордена Ленина и золотой медали «Серп и Молот» (№ 6943).
Проживал в Куня-Ургенчском районе, затем переехал в Каракалпакскую АССР. С 1951 по 1978 года — бригадир хлопководческой бригады одного из сельскохозяйственных предприятий в Ходжейлийском районе Каракалпакстана.
Скончался в 1982 году.